# پلاهوستان
پلاهوستان (به اسپانیایی: Pelahustán) یک شهرستان در اسپانیا است که در استان تولدو واقع شده‌است.

## خصوصیات
پلاهوستان ۴۴ کیلومترمربع مساحت و ۳۷۲ نفر جمعیت دارد و ۶۷۷ متر بالاتر از سطح دریا واقع شده‌است.